# ジャグディーシュ・バグワティー
ジャグディーシュ・バグワティー（जगदीश भगवती、Jagdish Natwarlal Bhagwati、1934年7月26日 - ）は、インド生まれのアメリカの経済学者。「貿易論のキング」との異名を持つ。
貿易理論専攻。アダム・スミス、リカード、マーシャルの流れを汲む保守本流の自由貿易主義者である。学術研究・政策提言・一般啓蒙・後進育成において実績がある。

## 経歴
- 1934年　ムンバイのグジャラート人の家庭に生まれる。
- ムンバイのSydenham Collegeを卒業する（BA）。
- 1956年　ケンブリッジ大学経済学部首席卒業（BA）。
- マサチューセッツ工科大学 (MIT)で学ぶ。
- オックスフォード大学で教える。
- 1961年にインド統計研究所教授に就任。
- 1967年　MITよりPh.D.を得る。
- 1968年　MIT教授となる。
- 1980年～現在　コロンビア大学教授に就任し現在に至る。
- 1991年～1993年　GATT事務総長への経済政策アドバイザーとなる。
- 2000年　国連に対するグローバリゼーション特別政策アドバイザーとなる。
- 2001年　WTO事務総長への対外アドバイザーとなる。
- 2006年　トムソン・ロイター引用栄誉賞受賞。

## 業績
- 貿易理論の研究で長年主導的な役割を果す。貿易政策の提言に対しても積極的に政府や一般に啓蒙活動を行なう。貿易に関する一般向け著書も多い。弟子にポール・クルーグマン、ダグラス・アーウェンなど。
- バグワティーは貿易論や成長論についての重要な学術論争に関わってきた。なかでも弟子のクルーグマン率いる新貿易論主義者との論争は経済学界・社会全体を巻き込む巨大な論争となる。もちろんバグワティーは当初から一貫して自由貿易主義を貫いた。
- バグワティー＝ラーマスワミー・モデルはジョン・スチュアート・ミル以来の19世紀以来の自由・保護貿易論争に決着を付けた。

## 日本語訳著書

### 単著
- 『保護主義――貿易摩擦の震源』（サイマル出版会, 1989年）
- 『危機に立つ世界貿易体制――GATT再建と日本の役割』（勁草書房, 1993年）
- 『自由貿易への道――グローバル化時代の貿易システムを求めて』（ダイヤモンド社, 2004年）
- 『グローバリゼーションを擁護する』（日本経済新聞社, 2005年）

### 編著
- 『経済学と世界秩序――世界秩序モデルの構想』（岩波書店, 1978年）

### 共編著
- （ヒュー・パトリック）『スーパー301条――強まる「一方主義」の検証』（サイマル出版会, 1991年）